# Karen Blixen - Out of This World
Karen Blixen - Out of This World (dansk titel:Karen Blixen - En fantastisk skæbne) er en dokumentarfilm om  Karen Blixen, som gik imod tidens normer. Den er instrueret af Anna von Lowzow og Marcus Mandal.

## Handling
Blixen bidrager selv i gamle optagelser, og filmen indeholder nye interviews med blandt andre hendes svigerinde, Jonna Dinesen, hendes afrikanske tjener, Tumbo, amerikaneren Judith Thurman, som har skrevet en Blixen-biografi, og skuespilleren, Meryl Streep, som spillede Blixen i filmatiseringen af hendes mest berømte bog, Den amerikanske farm. Filmens instruktører har haft adgang til Blixens private fotografier og breve, hvoraf mange aldrig tidligere har været offentliggjort, og materialet er suppleret med nye optagelser fra Kenya, USA og Danmark. Hovedparten af musikken stammer fra Karen Blixens egen samling af lakplader.

## Priser
- New York International Independent Film & Video Festival (USA): Best Documentary
- Roma Independent Film Festival (Italy): Best Documentary
- Fort Lauderdale International Film Festival (USA): Best Foreign Documentary
- U.S. International Film and Video Festival (USA): Gold Camera / Arts, Culture; Silver Screen / History, Biography; Certificate for creative excellence / Documentary
- The 39th WorldFest Houston (USA): Special Jury Award
- 27th Annual Telly Awards (USA): The Telly Award
- MCA Awards (Denmark): Best Documentary
- The Aurora Awards (USA) : Platinum Best of Show / Documentary, Biography; Platinum Best of Show / Documentary, Cultural; Platinum Best of Show / Documentary, Art
- The 53rd Columbus International Film & Video Festival (USA): Bronze Plaque / The Arts; Bronze Plaque / Education & Information; Bronze Plaque / The Humanities; Best Media of Print
- New York Festivals (USA): Finalist Award / Biography
- New York International independent Film & Video Festival (USA): Best Cinematography